# 宇文衎
宇文衎（570年代—581年），周宣帝宇文赟的第二子，母亲王姬。
大象二年七月癸丑（580年8月25日），宇文衎封莱王。与郢王宇文術都被隋文帝杀害，国除。

## 延伸阅读
[在维基数据编辑]
 《北史·卷058》，出自李延壽《北史》

## 资料来源
1. ↑  《周书校勘记·卷八·帝纪第八·四》：封皇弟术为邺王衎为郢王　殿本考证云：“按通鉴（卷一七四）周主封其弟衍为叶王，术为郢王，与此互异。又按诸王传（周书卷一三）宣帝五（当作三）子，朱皇后生静皇帝，王姬生邺王衍，皇甫姬生郢王术。是衍为兄，术为弟。今本纪乃以术为兄，衍为弟，而王号亦互异。此本纪讹也。又‘衍’，本纪作‘衎’。静帝初既名衍，则其弟焉得复以衍为名。此诸王传讹也。”按北史周本纪下（百衲本）、卷五八周室诸王传、册府卷二六五都作“莱王衍郢王术”。周书卷一三文闵明武宣诸子传、殿本北史周本纪下作“邺王衍郢王术”。诸书次序都是先衍后术，考证以为本纪弟兄误倒是对的。诸书虽同作“衍”，但卷七宣帝纪、卷八静帝纪都说静帝初名衍，卷五武帝纪上建德二年六月壬子称“皇孙衍生”，与周书卷八静帝纪、北史卷一０周本纪下所云静帝于“建德二年六月生于东宫”的纪载相合。静帝既名衍，不能兄弟同名，考证以为当从本纪作“衎”，也是有理由的。此外，诸书所纪王号也有纷歧。北史纪传及册府以衍（衎）所封为“莱王”，周书纪传及殿本北史周本纪下作“邺王”。通鑑卷一七四作“叶王”，“叶”恐是“莱”之误。“邺”是北齐故都，又是县名，恐不以封王。诸王封国，多取州名。隋书卷三０地理志东莱郡条称“旧”置光州，开皇五年改曰莱州”，或改名在周末。疑作“莱”是。
2. ↑  《周书校勘记·卷十三·列传第五·二一》：王姬生邺王（衍）〔衎〕　殿本考证云：“此与下文‘邺王衍大象二年封王’，二‘衍’字据本纪（卷八静帝纪）皆当作”衎』。”按考证说是，今据改。参卷八校记第四条。
3. ↑  《北史校勘记·卷五十八·列传第四十六·一三》：王姬生莱王衎　诸本“衎”作“衍”。按静帝初名“衍”，其弟不当同名。今据周书卷八静帝纪改。详见本书卷十周静帝纪校记。
4. ↑  《北史校勘记·卷十·周本纪下第十·一七》：皇孙衍生　诸本“衍””作“衎”，周书殿本、通志卷一七后周武帝纪作“衍”。按本卷及周书卷八静帝纪都说他初名“衍”，后改名“阐”。作“衍”是，今据改。